# آرامستان ارامنه شرق قلعه ممکا
گورستان ارامنه شرق قلعه ممکا مربوط به دوره قاجار است و در شهرستان کیار، به فاصله ۲۰۰ متری شرق روستای قلعه ممکا واقع شده و این اثر در تاریخ ۲۵ خرداد ۱۳۸۱ با شمارهٔ ثبت ۵۸۷۲ به‌عنوان یکی از آثار ملی ایران به ثبت رسیده است.